# Liste des longs métrages srilankais proposés à l'Oscar du meilleur film international
Cet article présente la liste des longs métrages srilankais proposés à l'Oscar du meilleur film international.

## Films proposés par le Sri Lanka
| Année (Cérémonie) | Titre français  | Titre original | Langue(s)          | Réalisateur          | Résultat  |
| ----------------- | --------------- | -------------- | ------------------ | -------------------- | --------- |
| 2004 (76e)        | Le Domaine      | වෑකන්ද වලව්ව      | singhalais         | Lester James Peries  | Non nommé |
| 2010 (82e)        | Alimankada (en) | අලිමංකඩ          | singhalais, tamoul | Chandran Rutnam (ta) | Non nommé |